# Нейштадт, Владимир Ильич

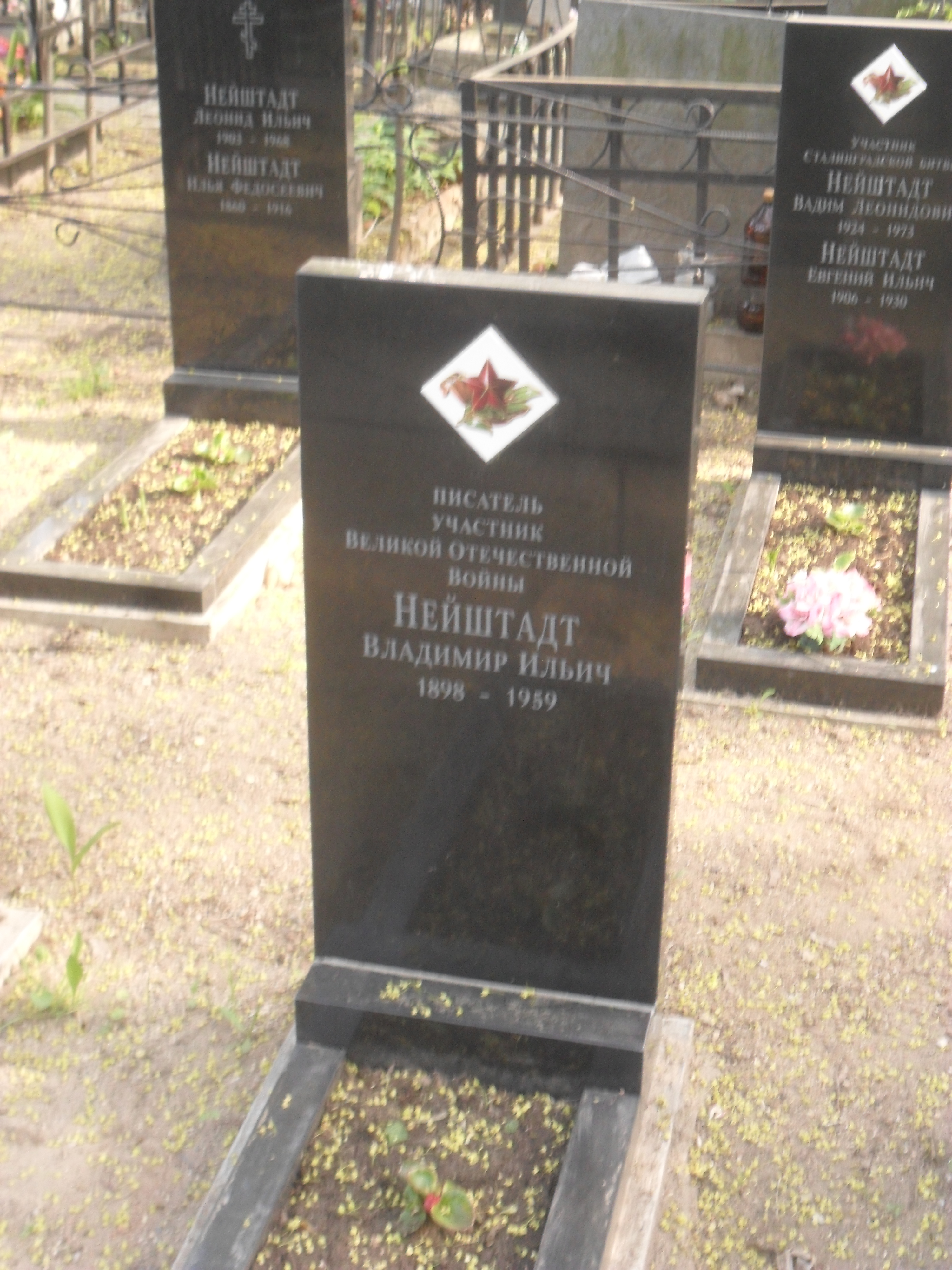
Могила Нейштадта на Введенском кладбище Москвы.

Владимир Ильич Нейштадт (17 июля 1898, Ярославль — 16 апреля 1959, Москва) — советский историк шахмат, шахматный композитор и журналист, поэт, переводчик, литературовед.

## Биография
Родился в семье Ильи Федосеевича (Фишелевича) Нейштадта (1865—1916), уроженца местечка Ляды Горецкого уезда. Окончил Императорскую Московскую практическую академию коммерческих наук. Учился на историко-филологическом факультете Московского университета (1915—1919). Работал поездным контролёром на Московско-Казанской железной дороге, матросом на рыбачьем бриге «Святой Андрей», приписанном к Ялтинскому порту, переболел туберкулёзом.
После 1917 года — разъездной эмиссар Библиотечного отдела Наркомата просвещения, переводчик в штабе РККА, преподаватель в Особой Военной школе Красных командиров в Ленинграде, участник Кронштадтского сражения. Член Московского Лингвистического кружка. В 1920-х годах работал переводчиком и репортёром в различных изданиях, фельетонистом, литературным правщиком. В 1931 году работал на угольном руднике на Шпицбергене.
В сентябре 1941 года был призван в действующую армию, служил инструктором-литератором в 7-м Отделе Политуправления, в войсках по моральному разложению противника, готовил листовки, тексты для окопной звуковой пропаганды, на переднем крае наблюдал за поведением фашистов, руководил заброской пленных. 
В 1946 году приглашён в Литературный институт для организации занятий по теории перевода.  
Ответственный секретарь журнала «64» (1927—1929), редактор шахматного отдела газеты «Вечерняя Москва» (1924—1930). Составитель единственного в СССР «Шахматно-шашечного альманаха» (1931). Поэт-переводчик, литературовед, член Союза писателей СССР. Опубликовал свыше семидесяти работ по истории и теории шахмат. Перевёл на русский язык ряд книг — «Моя шахматная карьера» Х. Р. Капабланка, «Зачатки шахматного знания» Эм. Ласкер, «Новые идеи в шахматной игре» Р. Рети. С 1925 года составил около пятидесяти этюдов (опубликовал 29), одиннадцать из которых отмечены отличиями.
Умер в 1959 году. Похоронен на Введенском кладбище (19 уч.).

## Творчество
Переводил современных немецких поэтов (сборники «Чужая лира». М., 1923), И. Бехера («Избранные стихи». М., 1932; «Асфальт». М., 1936), Э. Мадараса («Стихи». М., 1932), И. Ласта («Купите Голландию. Стихи» М., 1933), Э. Вайнерта («Избранные стихи». М., 1935), («Идут другие времена». М., 1950), а также Гёте («Эгмонт», 1957), Гейне, Бодлера; румынских, греческих, литовских, чешских (С. Неймана, В. Незвала и др.), испанских поэтов; фольклор разных народов (в 1936 г. вышла подборка его переводов песен полярных эскимосов, один из первых опытов знакомства с поэтическим наследством народов Крайнего Севера); сборники Р. М. Рильке, Б. Брехта, А. Лихтенштейна, М. Бартеля, Э. Толлера, Б. Нушича. В 1934 году вышла книга «Пять шестых», в которую вошли собственные стихотворения и переводы. В 1937—1941 годах опубликовал работы о мировом значении русской литературы («Толстой в мировой литературе», «Пушкин в оценке западноевропейской критики», 1937, «Пушкин в мировой литературе», 1938; «Чехов за рубежом», «Лермонтов на Западе», 1939). Переводил и с русского на немецкий, в частности перевёл поэмы Маяковского «150 000 000» (1921) и Луи Арагона «Красный фронт» (1931), «Слово о полку Игореве» (с древнерусского на современный русский и немецкий), сочинения Пушкина и Лермонтова. В 1950 году подготовил издание на немецком языке сочинений А. С. Пушкина. Под его редакцией вышли переводы: Л. Фейхтвангера «Семья Оппенгейм» (1936), Э. Тегнера «Сага о Фритьофе» (1948).

## Награды
- Орден Красной Звезды (10.07.1944)
- Медаль «За победу над Германией в Великой Отечественной войне 1941—1945 гг.» (06.08.1945)

## Семья
- Дочь — Ирина Владимировна Фальк (1925—1988), сохранила архив стихотворных произведений отца, вошедших в посмертный сборник «Пейзаж с человеком: Стихи и воспоминания» (М.: Водолей Publishers, 2008)[3].
- Сестра — Валентина (во втором браке — Оболенская, 1895—?), была замужем за скрипачом Иосифом Васильевичем Рывкиндом (1884—1920), профессором Московской консерватории.

## Сочинения
- Чужая лира / [Обложка работы Г. Ечеистова; марка издательства работы Ю. Анненкова]. М. — Пб.: «Круг», 1923. — 168 с., ил.— 3000 экз.
- Дом наш шахматный. — М.: Физкультура и спорт, 1986. — 80 с. — (Библиотечка шахматиста) — 50 000 экз.
- Пейзаж с человеком: Стихи и воспоминания. — М.: Водолей Publishers, 2008. — 128 с. — (Малый Серебряный век).